# Richard Boleslawski
Richard Boleslawski (nato Bolesław Ryszard Srzednicki; Dębowa Góra, 4 febbraio 1889 – Los Angeles, 17 gennaio 1937) è stato un regista, attore ed insegnante di recitazione polacco.

## Biografia
Nacque a Dębowa Góra, in Polonia (all'epoca sotto il controllo della Russia zarista), il 4 febbraio del 1889. Cresciuto ad Odessa, nell'odierna Ucraina, lasciò la città per studiare recitazione alla Scuola d'Arte di Mosca; in questo primo periodo recitò anche in alcune piccole opere cinematografiche locali.
All'inizio della rivoluzione russa e, in seguito, della prima guerra mondiale, Boleslawski lasciò per sempre la Russia per emigrare all'estero, recandosi prima in Polonia, dove diresse qualche film di propaganda anticomunista , poi in Germania, dove recitò in un film di Carl Theodor Dreyer, Elsker Hverandre (1921), ed infine negli Stati Uniti. Negli anni venti, si stabilì a New York dove, insieme all'attrice russa Maria Ouspenskaya, si mise a insegnare le tecniche di recitazione che aveva imparato in Russia. Questo insieme di teorie più tardi fu conosciuto come "metodo" e, per meglio poter insegnare il loro sapere, i due attori fondarono l'American Laboratory (Stage) Theatre, scuola che, dopo la fine della seconda guerra mondiale, verrà conosciuta con il nome di Actors Studio. Fra i suoi allievi si ricordano Lee Strasberg, Stella Adler e Harold Clurman.
L'avvento del sonoro e la crisi finanziaria in cui versava la scuola lo indussero a lasciare la Grande Mela per recarsi a Los Angeles dove girò diversi film per molte major. Fra le sue opere si ricordano, Il velo dipinto (1934) con Greta Garbo, Il sergente di ferro (1935), prima versione hollywoodiana del romanzo I miserabili, e Il giardino di Allah (1936) con Marlene Dietrich.
Morì per un mai del tutto chiarito arresto cardiaco a soli 47 anni mentre terminava il suo ultimo film, La fine della signora Cheyney (1937).

## Filmografia parziale
- Per l'onore della regina (The Last of the Lone Wolf) (1930)
- Il bel capitano (The Gay Diplomat) (1930)
- Rasputin e l'imperatrice (Rasputin and the Empress) (1932)
- Temporale all'alba (Storm at Daybreak) (1933)
- L'agente n. 13 (Operator 13) (1934)
- Il velo dipinto (The Painted Veil) (1934)
- Uomini in bianco (Men in White) (1934)
- Gli amanti di Toledo (The Fugitive Lovers) (1934)
- La grande festa (Hollywood Party) (1934)
- Il conquistatore dell'India (Clive of India) (1934)
- Il circo (The Circus) (1935)
- Il sergente di ferro (Les Misérables) (1935)
- Il re dell'Opera (Metropolitan) (1935)
- Il giardino di Allah (The Garden of Allah) (1936)
- L'adorabile nemica (Theodora Goes Wild) (1936)
- La fine della signora Cheyney (The Last of Mrs. Cheyney) film terminato da (non accreditati) Dorothy Arzner e George Fitzmaurice (1937)